# Place Baudoyer
Place Baudoyer je náměstí v Paříži v historické čtvrti Marais.

## Poloha
Obdélníkové náměstí leží ve 4. obvodu mezi ulicemi Rue de Rivoli a Rue François-Miron. Pod náměstím jsou umístěny podzemní garáže firmy Vinci.

## Historie
Náměstí nese svůj název po staré bráně, umístěné v bývalých městských hradbách na křižovatce dnešních ulic Rue François-Miron a Rue du Pont-Louis-Philippe. Její název se od 13. století dochoval v různých podobách (Baldaeri, Balederii, Baudeerii, Baudeti, Bauderia, Baudea, Porta Baudia, dveře Baudéer, Baudier, Baudet, Baudayer, Baudoyer, Baudacharius, Baudarius, Baudaire, Baudaier).
Place Baudoyer se nachází na místě části paláce Hôtel de Craon, který byl zbořen v roce 1392. V 16. století zde vznikl hřbitov, který patřil ke kostelu Saint-Jean-en-Grève. Hřbitov byl uzavřen v roce 1772, kosti byl uloženy v katakombách a náměstí bylo přejmenováno na Place du Marché-Saint-Jean. Původně bylo náměstí velmi malé a umístěno jižněji. Až do 19. století se jednalo o křižovatku Rue du Pourtour-Saint-Gervais (část současné Rue François-Miron mezi Place Saint-Gervais a Place Baudoyer), Rue Saint-Antoine (část současné Rue François-Miron mezi Place Baudoyer a Place Saint-Paul) a Rue de la Tisseranderie (ulice zanikla při výstavbě Rue de Rivoli).
Náměstí Place du Marché-Saint-Jean bylo zcela změněno, když byla v letech 1818–1851 proražena východní část Rue de Rivoli. prostor mezi Rue Rivoli a Rue François-Miron získal v roce 1868 název Place Baudoyer.

## Významné stavby
- Na západní straně se rozkládají kasárna (caserne Napoléon), která nechal v roce 1853 vybudovat Napoleon III. pro republikánskou gardu.
- Na východní straně náměstí se nachází radnice 4. obvodu postavená v letech 1866–1868.